# Affaire Marie-Michèle Calvez
Le texte peut changer fréquemment, n’est peut-être pas à jour et peut manquer de recul. 
Le titre et la description de l'acte concerné reposent sur la qualification juridique retenue lors de la rédaction de l'article et peuvent évoluer en même temps que celle-ci.
L’affaire Marie-Michèle Calvez est un évènement judiciaire relatif à un crime non élucidé de l'année 1994.

## Les faits
Une voiture carbonisée est découverte dans la campagne à proximité de Penmarch par des marins rentrant d'un bar en pleine nuit. Dans le coffre du véhicule, les gendarmes découvrent un corps dans une position qui ne laisse pas de doute sur le fait que la victime était morte avant l'incendie. Les plaques d'immatriculation étant encore lisibles, la voiture est identifiée et permet d'identifier ensuite sa propriétaire comme étant la victime.
Il est également prouvé que la voiture a été incendiée volontairement, des billes de bois enroulées de tissu et imbibées de carburant sont identifiées par la police scientifique parmi les cendres sur le siège arrière.
Un témoin déclare avoir entendu deux voix d'hommes et une voiture repartir, comme si le chauffeur de la voiture brûlée avait été ramené.

## La victime
Marie-Michèle Calvez est une conseillère en assurance d'une quarantaine d'années sans histoire, connue dans la région. Au moment de son meurtre, elle est en couple depuis quelques mois avec Michel, un médecin de la région chez qui elle passe régulièrement la nuit. Marie-Michèle et sa sœur sont assez proches, s'appellent plusieurs fois par semaine et se voient chaque week-end ou presque, un peu moins depuis que Marie-Michèle est en couple.

## L'enquête
Les gendarmes, sur demande pressante du juge d'instruction, concentrent leurs efforts sur le compagnon de la victime. En effet, après avoir retracé la dernière journée de la victime, les enquêteurs établissent que Marie-Michèle Calvez est rentrée chez elle se changer vers 19 h 30, et aurait dû retrouver le médecin vers 20 h devant une galerie pour acheter un tableau. Or, sans nouvelle d'elle et contre toute attente, le médecin est rentré chez lui sans s'inquiéter et s'est couché. Il est mis en garde à vue, cependant cette enquête n'aboutit pas.
Au cours de la nuit de l'incendie, les gendarmes ont vu une voiture faire demi-tour en les voyant. Après une longue enquête, ils finissent par identifier un groupe de pêcheurs, mais il s'avère qu'ils ont fait demi-tour car ils étaient alcoolisés et n'ont rien à voir avec le meurtre.
Deux ans après les faits, en 1996, un nouveau juge d'instruction est nommé. Celui-ci fait fouiller la maison et des traces de sang sont détectées dans le hall d'entrée, mais la maison n'est pas mise sous scellés. Deux ans s'écoulent de nouveau avant que la maison soit fouillée, en 1998, on découvre alors dans la cave des preuves que la victime y a été amenée, et vraisemblablement découpée. Il y a également des cales de bois rectangulaires pouvant correspondre à celles trouvées sur le siège arrière qui ont servi de torche pour allumer l'incendie, un jerrican d'essence et un tissu couvert de sang d'ADN masculin.

## Nouveau suspect
Max, un ami d'enfance des sœurs Calvez et voisin de la victime est interrogé. Marie-Michèle et lui avaient continué à se voir au fil des années, partageant régulièrement une pizza le dimanche soir. Certains témoins estiment qu'il était amoureux d'elle depuis des années. Il était d'ailleurs prévu qu'il porte le cercueil pendant l'enterrement, mais il ne s'est pas présenté à l'église.
Lorsque les gendarmes l'interrogent une nouvelle fois en 1996, il change de version par rapport à sa déposition de 1994 : il déclare avoir vu Marie-Michèle vers 19 h 30 le soir du meurtre et l'a abordée pendant qu'elle garait sa voiture devant chez elle, ce qui fait de lui la dernière personne à l'avoir vue. Il est placé en garde à vue mais fait une crise d'épilepsie et murmure plusieurs fois : « j'ai pas voulu » d'après le gendarme qui lui maintient le bras. Lorsqu'il est de nouveau interrogé après son hospitalisation, il change à nouveau de version et déclare avoir vu Marie-Michèle trois jours plus tôt.
L'hypothèse est qu'il aurait été jaloux du nouveau compagnon de Marie-Michèle, lui aurait déclaré son amour et à la suite de son refus l'aurait tuée par accident. Puis, pour dissimuler son crime, il aurait seul ou à l'aide d'un complice non identifié à ce jour, transporté Marie-Michèle Calvez à la cave pour la découper, l'aurait déposée dans le coffre de la voiture et tenté de faire disparaitre le corps et les preuves.
À ce jour, il est toujours présumé innocent.

## Particularité de l'enquête
Après trois ans et demi sans résultat tangible, la famille décide avec l'accord de la gendarmerie d'offrir une récompense de 300 000 francs à quiconque pourrait apporter des éléments permettant de résoudre le meurtre. La conviction de la famille est que le meurtrier est un proche de la jeune femme.
La récompense est renouvelée régulièrement, elle est de 50 000 euros lorsqu'en 2014, une nouvelle piste s'ouvre autour d'un détournement de patrimoine d'un couple ayant fait fortune dans l'immobilier et l'hôtellerie.

## Documentaires télévisés
- « L'affaire Marie-Michèle Calvez » dans Non élucidé le 9 janvier 2020 sur RMC Story.

## Émissions radiophoniques
- « Un meurtre sans assassin : l'affaire Marie-Michèle Calvez » le 2 octobre 2014 dans L'Heure du crime de Jacques Pradel sur RTL.
- « Qui a tué Marie-Michèle Calvez ? » le 20 septembre 2021 dans Affaires sensibles sur France Inter.